# Kloss-gibbon
A Kloss-gibbon (Hylobates klossii) a gibbonfélék családjához tartozó Hylobates nemhez tartozó faj.

## Elterjedése
Az Indonéziához tartozó Mentawai-szigetek területén honos.

## Megjelenése
A Kloss-gibbon szőre fekete. Testhossza 65 cm. Testtömege 8 kg.

## Életmódja
A karját használva lendül ágról, ágra, és két fogás közt akár 10 métert is repülhet. Többnyire gyümölcsöket fogyaszt, főleg édes fügét, de néha virágokat és rovarokat is fogyaszt. Vadon 25 évig él, míg fogságban 44 évig él.

## Szaporodása
Az ivarérettség 6-7 évesen kezdődik. A 7-8 hónapig tartó vemhesség végén 1 kölyök születik. Az elválasztásra 24 hónaposan kerül sor.

## Természetvédelmi állapota
Az élőhelyének elvesztése és a vadászata fenyegeti. Az IUCN vörös listáján a veszélyeztetett kategóriában szerepel.